# HMS Jupiter (1939)
HMS Jupiter is een torpedobootjager van de J-Klasse die diende bij de Britse marine van 1939 tot in 1942, toen het bij de Slag in de Javazee zonk door een zeemijn.

## Ontwerp
De Jupiter werd besteld op 25 maart 1936, zijn kiel werd gelegd op 28 september 1937 en hij kwam in dienst op 25 juni 1939. Het schip kostte £389.511.
De Jupiter beschikte als hoofdbewapening over drie dubbelloopse 120mm-kanonnen, twee aan de voorzijde en één aan de achterzijde. Deze kanonnen konden 40° stijgen, waardoor ze amper konden participeren als luchtverdediging. Voor de luchtverdediging beschikte het schip over één vierloops 40mm-kanon en twee 12,7mm-machinegeweren. Ook had het schip de beschikking over .50-kalibermachinegeweren. Deze waren oorspronkelijk niet bedoeld voor luchtverdediging, maar konden daar wel voor gebruikt worden. Verder had het schip twee torpedobuizen van 533 mm.

## Dienstperiode
Op 10 december 1941 was de Jupiter een van de begeleidende schepen van het slagschip HMS Prince of Wales en de slagkruiser HMS Repulse, toen het eskader werd aangevallen door meerdere Japanse bommenwerpers. Het lukte de Japanners om de slagkruiser en het slagschip tot zinken te brengen. Dit was een belangrijke overwinning, want hierdoor hadden de Britten geen kapitale schepen meer rond Singapore.
Op 17 januari 1942 bracht de Jupiter de Japanse onderzeeboot I-60 tot zinken.
Op 27 februari 1942 nam het schip deel aan de Slag in de Javazee, een slag in Nederlands-Indië tussen het ABDA-eskader, onder leiding van Karel Doorman, tegen de Japanse invasievloot, onder leiding van Takeo Takagi. Rond middernacht zonk de Jupiter door een zeemijn die eerder was gelegd door de Nederlandse mijnenlegger Hr.Ms. Gouden Leeuw.